# William Vance
William Vance   (Anderlecht, 8 de setembre de 1935 - Santander, 14 de maig de 2018), pseudònim de William Van Cutsem, va ser un dibuixant de còmic francobelga. La seva primera sèrie de còmic fou Howard Flynn (1966), d'altres sèries que assoliren un èxit reconegut foren Bruno Brazil (1969), Bob Morane des del 1967, i el 1984 la sèrie XIII.

## Biografia
William Van Cutsem va néixer el 1935 a Anderlecht. Una vegada acabat el servei militar, va entrar a estudiar a la Reial Acadèmia d'Arts Visuals, on va estar quatre anys. En els seus inicis com a dibuixant professional va dibuixar pàgines soltes per la revista de còmics Tintin. El 1966, va dibuixar en exclusiva la seva primera sèrie de còmics titulada Howard Flynn (publicada en català dins la Col·lecció la Xarxa) amb guions de Yves Duval. Posteriorment va dibuixar la sèrie de còmic de l'oest Ringo amb guions d'Acar.
La sèrie d'intriga i agents secrets Bruno Brazil, publicada el 1969 amb guions de Greg (amb el pseudònim de Louis Albert), va representar un dels primers grans èxits. El 1967 va rellevar al dibuixant Dino Attanasio a la sèrie Bob Morane, una sèrie de ciència-ficció basada en els relats d'Henri Vernes que es publicava a la revista Femmes d'aujourd'hui, i que posteriorment es va publicar a la revista Tintin. Des del 1979 William Vance va deixar la sèrie i va passar a dibuixar-la el seu ajudant Felicissimo Coria.
La sèrie XIII, amb guions de Jean Van Hamme i publicada inicialment a la revista Spirou, va ser una de les últimes sèries que va dibuixar amb un èxit considerable. Aquesta és una sèrie d'intriga, amb girs sorprenents i escenaris canviants. D'altres col·laboracions han estat amb Jean Giraud a la sèrie Blueberry.

## Publicacions
Publicacions on s'ha publicat la seva obra
| Títol               | Any  | Guionista   | Editorial                              | Format            | Als Números                                                   | Notes                  |
| ------------------- | ---- | ----------- | -------------------------------------- | ----------------- | ------------------------------------------------------------- | ---------------------- |
| TINTIN              | 1968 | Sense dades | J.Zendrera                             | revista de còmics | 9,10,11,16,17,18,19,20,21,22,23,24,25,26,27,28,29,30,31,32,33 |                        |
| VIDORAMA            | 1968 | Yves Duval  | Jaimes Libros, S.A.                    | cartone           | 3.4                                                           |                        |
| COL·LECCIÓ LA XARXA | 1970 | Yves Duval  | Publicacions de l'Abadia de Montserrat | Llibre, cartoné   | 2,3                                                           | Adaptacions Literàries |
| GRAN AVENTURA       | 1971 | GREG        | Jaimes Libros, S.A.                    | Llibre, cartoné   | 4                                                             |                        |
| SUPER VIDORAMA      | 1971 | Varis       | Jaimes Libros, S.A.                    | Llibre, cartoné   | 1                                                             |                        |

Nota: Aquesta taula pot no estar completa o bé actualitzada